# Santa Croce sull'Arno
Santa Croce sull'Arno es una localidad italiana de la provincia de Pisa, región de Toscana, con 13.600 habitantes.

Ubicación de la ciudad de Santa Croce sull'Arno dentro de la provincia de Pisa.

## Evolución demográfica
| Gráfica de evolución demográfica de Santa Croce sull'Arno entre 1861 y 2001 |
|                                                                             |
| Fuente ISTAT - Elaboración gráfica por parte de Wikipedia                   |